# Kira Kirillowna Romanowa
Kira Kirillowna Romanowa, verheiratete Kira Prinzessin von Preußen (* 9. Mai 1909 in Paris; † 8. September 1967 in Saint-Briac-sur-mer), war eine Urenkelin des russischen Zaren Alexanders II., Großnichte Zar Alexanders III. und Urenkelin der britischen Königin Victoria.

## Biografie
Kira war die jüngere Tochter des Großfürsten Kyrill Wladimirowitsch Romanow (1876–1938) und dessen Ehefrau Prinzessin Victoria Melita von Sachsen-Coburg und Gotha (1876–1936), genannt „Ducky“, der Tochter des Herzogs Alfred Sachsen-Coburg und Gotha und dessen Gattin Großfürstin Maria Alexandrowna Romanowa. Sie wurde nach ihrem Vater Kyra (Kira) genannt. Im Alter von einem Jahr kam sie nach Sankt Petersburg, nachdem Zar Nikolaus II. die Verbannung ihres Vaters wegen dessen Heirat mit der geschiedenen Victoria aufgehoben und ihn als Großfürst rehabilitiert hatte.
Nach der Oktoberrevolution floh Großfürst Kyrill mit seiner Familie zunächst nach Finnland, wo sie bis zum Einmarsch der deutschen Truppen unter dauernder Lebensgefahr den Finnischen Bürgerkrieg überstanden. Nachdem sich die Hoffnungen, Kyrill könnte nach einem Sieg der Weißen über Sowjetrussland als russischer Zar eingesetzt werden, zerschlagen hatten, gingen sie zu Duckys Verwandten nach Coburg und zogen zuletzt wieder nach Frankreich.
Am 4. Mai 1938 heiratete Kira in Potsdam Louis Ferdinand von Preußen (1907–1994), Sohn des früheren Kronprinzen Wilhelm von Preußen und seiner Gemahlin Cecilie von Mecklenburg-Schwerin. Braut und Bräutigam waren jeweils mütterlicher- und väterlicherseits verwandt. Einerseits stammten beide von Königin Victoria ab, sodass Kiras Mutter Victoria Melita und Louis Ferdinands Großvater Wilhelm II. Cousine und Cousin, Kira und Louis Ferdinand demnach Tante und Neffe zweiten Grades waren. Durch die gemeinsame Abstammung von ihrem Urgroßvater Friedrich Franz II. von Mecklenburg-Schwerin waren beide außerdem Cousine und Cousin zweiten Grades.  
Louis Ferdinand von Preußen bewirtschaftete von 1940 bis 1945 das Privatgut Cadinen in Ostpreußen.
Nach dem Zweiten Weltkrieg kam die Familie zunächst nach Bad Kissingen, bis sie 1947 nach Bremen zog, wo sie ab 1950 den Wümmehof in Borgfeld bewohnte.
In späteren Jahren war Kira enttäuscht, als ihr ältester Sohn Friedrich Wilhelm auf seine Rechte auf den Titel verzichtete und eine Bürgerliche heiratete. Sie selbst achtete wenig auf ihre Gesundheit, nahm an Gewicht zu und litt an Bluthochdruck. Bei einem Besuch bei ihrem Bruder Großfürst Wladimir von Russland in Saint-Briac erlitt sie einen Herzinfarkt und starb bald darauf.
Die Urnen Kiras und Louis Ferdinands von Preußen und einiger ihrer Kinder sind in der russisch-orthodoxen Auferstehungskapelle der Burg Hohenzollern beigesetzt.

### Nachkommen
Aus der Ehe gingen sieben Kinder hervor:
- Friedrich Wilhelm (1939–2015)

1. ⚭ 1967–1975 Waltraud Freydag
2. ⚭ 1976–2003 Ehrengard von Reden
3. ⚭ 2004      Sibylle Kretschmer

- Michael (1940–2014)

1. ⚭ 1966–1982 Jutta Jörn
2. ⚭ 1982 Brigitte Dallwitz-Wegner

- Marie-Cécilie (* 1942)

1. ⚭ 1965–1989 Friedrich August Herzog von Oldenburg

- Kira (1943–2004)

1. ⚭ 1973–1984 Thomas Liepsner

- Louis Ferdinand jr. (1944–1977, Manöverunfall)

1. ⚭ Donata Gräfin zu Castell-Rüdenhausen

- Christian-Sigismund (* 1946)

1. ⚭ Nina Gräfin zu Reventlow

- Xenia (1949–1992)

1. ⚭ 1973–1978 Per Edvard Lithander

### Namensgebung
- Der Kira-von-Preußen-Weg in Bremen-Borgfeld wurde nach ihr benannt; der dortige Wümmehof war seit 1950 Wohnsitz der Familie.
- Die 1952 von Kira Prinzessin von Preußen und ihrem Mann gegründete Prinzessin Kira von Preußen Stiftung unterhält ein Jugenderholungswerk auf der Burg Hohenzollern.[3]

## Bilder

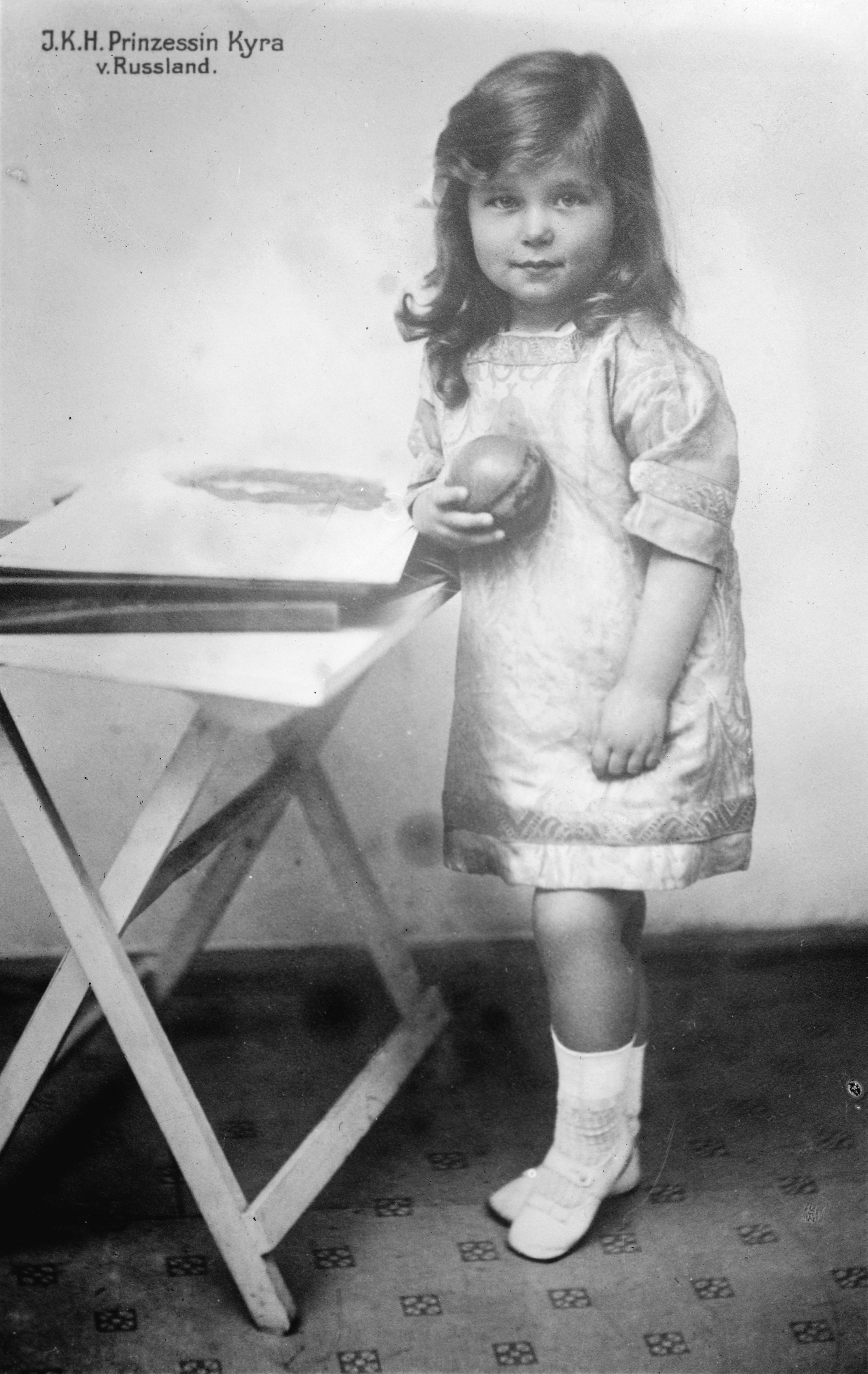
Kira um 1912
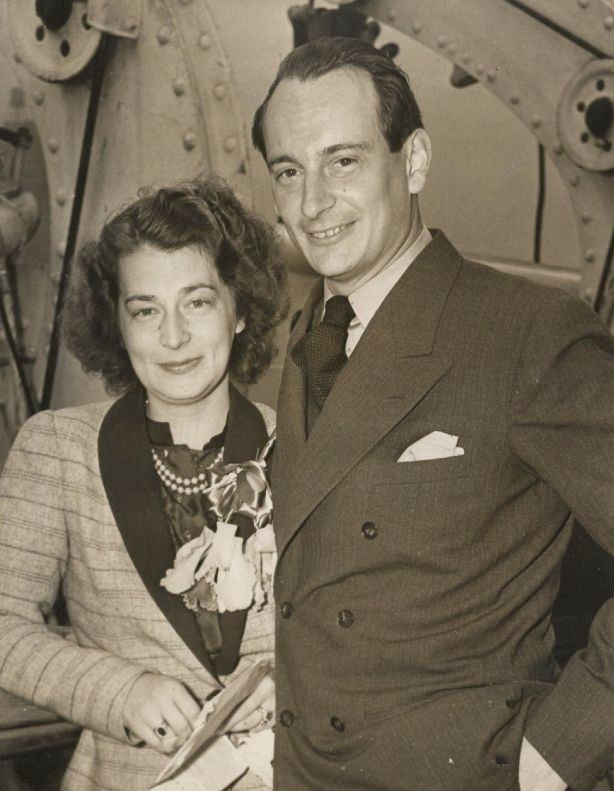
Kira mit Ehemann Louis Ferdinand (1938)